# Очаровашка директор
«Principal Charming» (с англ. — «Прекрасный директор») — четырнадцатый эпизод второго сезона мультсериала «Симпсоны», премьера которого состоялась 14 февраля 1991 года.

## Сюжет
Барни приглашает Гомера на шашлык, и Гомер говорит об этом Мардж. Та звонит своим сёстрам, чтобы узнать, смогут ли они присмотреть за Бартом и Лизой. Те говорят, что им нужно идти на свадьбу Петерсонов, но они смогут уйти оттуда пораньше. На свадьбе Сельма осознаёт, что ей нужно найти мужа, пока она окончательно не состарилась. Она просит Мардж помочь ей, а та просит об этом Гомера, и тот начинает поиски.
Барт, тем временем, вновь проказничает в школе, и после очередной выходки директор Скиннер вызывает в школу Гомера. Гомер, найдя в Скиннере множество положительных качеств и считая его подходящим женихом для Сельмы, приглашает его на ужин в свой дом. Скиннер, придя в дом Симпсонов, сначала увидел не Сельму, как предполагалось, а Пэтти, и сразу же влюбился в неё. Все попытки Сельмы обратить на себя внимание оканчиваются ничем. Скиннер начинает ухаживать за Пэтти и вскоре решается сделать ей предложение, а Сельма, тем временем, пытаясь ухватиться за любой предоставленный шанс, идёт на свидание с Барни.
Услышав предложение Сеймура, Пэтти растерялась. Она сказала, что тоже любит его, но отказывается от любви во имя Сельмы. Так, одна из сестёр не нашла свою любовь, а другая отказалась от неё.

## Культурные ссылки
Сцена, в которой Скиннер поднимается на колокольню, чтобы лучше рассмотреть, откуда исходит запах тетрасульфата натрия, является отсылкой к финальной сцене фильма 1958 года «Головокружение». В водительских правах Молмана указано, что его зовут Ральф Мелиш, что является отсылкой к скетчу Монти Пайтона «Приключения Ральфа Мелиша: Хот-дог и трусики» из альбома 1973 года «Монти Пайтон, подходящий галстук и носовой платок». В поисках человека, достойного Сельмы, Гомер воображает, что использует компьютерное наложение на свое видение, похожее на персонажей из фильмов «Мир Дикого Запада», «Терминатор» и «Робокоп». Скиннер поет песню Дэнни Кея «Inchworm », когда звонит в дверь квартиры Пэтти и Сельмы. Скиннер несет Пэтти по ступеням колокольни, как Квазимодо с Эсмеральдой в фильме 1939 года «Горбун из Нотр-Дама». Сельма поет Лизе колыбельную версию песни Эллиота Лурье «Бренди». Когда Пэтти прощается со Скиннером, она говорит: «Спокойной ночи, милый директор», отсылка к «Спокойной ночи, милый принц» из Гамлета. Когда Скиннер возвращается в школу, он заявляет, что «Завтра будет еще один школьный день!», Имея в виду строчку «Завтра - еще один день!». из фильма 1939 года «Унесенные ветром». Во время свадьбы Стэнли и Марты Петерсон их клятвы включают две строчки из песни Битлз «Martha My Dear».